# 金浦町
金浦町（このうらまち）は、秋田県南西部に位置する日本海に面していた町である。古くは木ノ浦と呼ばれた。
2005年10月1日に由利郡象潟町、仁賀保町と合併しにかほ市になった。

## 地理
- 河川: 赤石川、白雪川、象潟川
- 湖沼: 観音潟、竹嶋潟、岩潟、天神男沼、天神女沼、木渡堤、お堤

### 隣接していた自治体
- 由利郡：仁賀保町、象潟町

## 歴史
- 平安時代 - 出羽国飽海郡雄波郷(おなみ)として成立。
- 1876年（明治9年） - 赤石村を金浦村に併合。
- 1889年（明治22年） - 金浦村・大竹村・前川村・飛村・黒川村の5村が合併して金浦村となる。
- 1902年（明治35年）6月4日 - 町制施行して金浦町となる。
- 1921年（大正10年）
  - 5月20日 - 平沢町との境界変更[1]。
  - 6月15日 - 象潟町との境界変更[2]。
- 2005年（平成17年）10月1日 - 仁賀保町、象潟町と合併しにかほ市になり消滅。

## 経済

### 漁港
- 金浦漁港

## 地域

### 教育
- 金浦町立金浦中学校
- 金浦町立金浦小学校

## 交通

### 鉄道
- 東日本旅客鉄道
  - 羽越本線 - 金浦駅

### 道路
- 一般国道
  - 国道7号
- 一般県道
  - 秋田県道290号小出金浦線

## 名所・旧跡・観光
- 白瀬南極探検隊記念館
- 赤石浜海水浴場

## 出身有名人
- 佐々木平次郎 - 政治家
- 佐藤秀三 -建築家
- 白瀬矗 - 南極探検家